# Урсула Кюпер
Урсула Кюпер (нім. Ursula Küper, 28 листопада 1937) — німецька плавчиня.
Бронзова медалістка Олімпійських Ігор 1960 року, учасниця 1964 року. Бронзова медалістка Чемпіонату Європи 1962 року.